# 萨尔加雷达
萨尔加雷达（義大利語：Salgareda），是意大利威尼托大区特雷维索省的一个市镇。总面积27平方公里，人口6611人，人口密度244.9人/平方公里（2009年）。国家统计（ISTAT）代码为026070。

## 友好城市
- 法國圣阿尔邦 1989年
- 波蘭布札希尼 2010年